# Breath of Fire (jeu vidéo)
 (février 2017).
Si vous disposez d'ouvrages ou d'articles de référence ou si vous connaissez des sites web de qualité traitant du thème abordé ici, merci de compléter l'article en donnant les références utiles à sa vérifiabilité et en les liant à la section « Notes et références ».
Breath of Fire (ブレス オブ ファイア 竜の戦士) est un jeu vidéo de type RPG, développé par Capcom, sorti sur Super Nintendo en 1993 et réédité sur Game Boy Advance en 2001.
Il s'agit du premier opus de la saga des Breath of Fire développée par Capcom, et fonde les bases scénaristiques qui seront propres à toute la saga Breath of Fire.

## Scénario

### Synopsis
Breath of Fire propose au joueur de suivre les péripéties de Ryu, un jeune garçon qui est un descendant du Clan des Dragons. En quête de vengeance, à la mémoire de sa sœur, il parcourra le monde à la recherche des Dragons Noirs, et aidera tous ceux qui résistent à l'oppresseur. Tout d'abord seul et sans pouvoir, il trouvera 7 compagnons de différentes races et devra récupérer les clefs de la déesse Myria pour empêcher les Dragons Noirs de conquérir le monde. Une fois son pouvoir maîtrisé et qu'il aura visité le monde entier, Ryu pourra combattre la fatalité, en finissant la prophétie du « Héros ».

### L'histoire
Ryu (le héros) voit son village paisible attaqué. Réveillé par les flammes, il court se réfugier avec les autres habitants chez le maire. Celui-ci leur explique que les Dragons Noirs les ont attaqués, par crainte de leur pouvoir, qui a malgré tout disparu depuis des générations. Alors que tout semblait fini, la sœur de Ryu arrive à faire diversion, protégeant ainsi les autres habitants. Elle ne semble pas en réchapper. Ryu, une fois les Dragons Noirs passés, est tiraillé par la haine et la souffrance : sa sœur est morte et l'harmonie du monde risque d'être rompue.
Il part donc se venger, tandis que les autres villageois doivent réparer le village incendié. Il rencontrera au passage un Roi qui lui demande de sauver Nanai et de prendre possession du trembleur, puis sauvera la princesse Nina des Dragons Noirs, qui cherchait à sauver son père d'un poison terrible. Rapidement, il fera aussi la connaissance de Bo, un chasseur sylvestre, dont le village est lui aussi menacé par les Dragons Noirs. Il fera connaissance avec Karn, le joyeux voleur solitaire, qui suivra par la suite ses nouveaux amis. Ensuite viendra le tour de Gobi, un marchand maritime dont l'argent est toute la vie. Viendra Ox qui remerciera Ryu de l'avoir aidé à sauver sa femme qui attend un enfant. S'ajoutera Bleu, une magicienne mystérieuse qui a des trous de mémoire catastrophiques. Viendra également Mogu, du peuple des taupes, qui a vu son peuple entier réduit en esclavage.
Tout prendra fin quand il aura combattu la Déesse Myria, source de tous les désirs et conquêtes en ce monde.

## Particularités

### Les transformations en Dragon
S'il y a bien quelque chose qui est spécifique à la saga Breath of Fire, c'est le fait que le héros puisse se transformer en Dragon.
Pour finir le jeu, vous avez besoin de maitriser tous vos pouvoirs, ce qui vous permettra d'augmenter sérieusement vos capacités quand vous serez transformé (Dernière transformation: Agni).
Il existe différentes formes sous lesquelles vous pourrez apparaitre, à chaque fois de plus en plus puissante.
Dans cet opus de la saga, vous devrez aller dans les temples dragons qui se trouvent sur votre chemin. Cependant, il faut répondre à certaines conditions pour entrer.

### Les transformations de Karn
Karn est un descendant d'une grand lignée de voleurs, et a le pouvoir de se mélanger avec certaines races, bref, de fusionner, afin de devenir quelqu'un de considérablement plus fort, avec des capacités parfois inédites, qui permettent de débloquer certains bonus du jeu.

### La pêche
Quelque chose d'autre a été introduit par ce premier opus de la saga Breath of Fire : Ryu, le héros, a une passion pour la pêche.
Et il peut vous arriver de devoir pêcher pour obtenir un certain objet ou équipement. En effet, l'équipement le plus puissant du jeu, celui du dragon, s'obtient en pêchant dans des puits qui se trouvent un peu partout sur la carte.

### Les actions particulières
Dans Breath of Fire I, tous les personnages que vous possédez ont une action particulière.
Ryu, par exemple, peut pêcher sur la carte.
Nina, quant à elle, peut se transformer en oiseau géant quand elle est adulte et vous permettra de vous déplacer sans encombre.
Mais ceci est aussi valable pour les personnages fusionnés :
La dernière transformation de Karn, par exemple, vous permettra d'accéder à des passages secrets en émettant des ultrasons, alors que la capacité initiale de Karn est de pouvoir détecter les pièges et même de crocheter les serrures.
Il faut donc bien choisir qui sera à la tête du groupe quand vous vous déplacez, cela peut s'avérer crucial à la progression du jeu.

## Points communs avec les autres jeux de la série
La plupart des particularités du jeu, considérées comme innovantes à l'époque, se retrouvent dans les autres opus de la saga.
Même si les scénarios et histoires changent selon les Breath of Fire parus, quelques éléments sont presque constants, ce qui donne à la saga son charme et son intérêt.
On retrouve un même héros, Ryu, qui rencontre une autre héroïne, Nina.
La pêche est aussi présente dans les épisodes II, III, IV.
Le héros peut toujours se transformer en dragon (ou du moins en hybride), peu importe le jeu de la Saga et il manie toujours l'épée.
Nina est toujours une magicienne, possède des ailes, et est presque toujours une princesse (I, II, III, IV).
Le héros est toujours confronté à un adversaire qui possède les mêmes pouvoirs que lui, tout en étant dans le mauvais camp.